# Žiar nad Hronom
Žiar nad Hronom (tot 1955 Slowaaks: Sväty Kríž (nad Hronom), Duits: Heiligenkreuz, Hongaars: Garamszentkereszt) is een Slowaakse gemeente in de regio Banská Bystrica, en maakt deel uit van het district Žiar nad Hronom.
Žiar nad Hronom telt 19.718 inwoners en is gelegen langs de rivier Hron, ongeveer 40 kilometer ten zuidwesten van Banská Bystrica. FK Pohronie is de lokale voetbalclub.

## Geschiedenis
De eerste schriftelijke verwijzingen naar de omgeving stammen uit 1075, in een document van de benedictijnse abdij in Hronský Beňadik. Een nederzetting met de naam Cristur, voor het eerst genoemd in 1237 kreeg in 1246 stadsrechten.
De stad werd in 1955 hernoemd van haar toenmalige naam Svätý Kríž nad Hronom in Žiar nad Hronom. In 1969 werd het dorp Horné Opatovce opgenomen in de gemeente en in 1971 volgde Šášovské Podhradie.

## Geboren
- Milan Škriniar (11 februari 1995), voetballer

## Partnersteden
- Svitavy (Tsjechië)

Bartošova Lehôtka · Bzenica · Dolná Trnávka · Dolná Ves · Dolná Ždaňa · Hliník nad Hronom · Horná Ves · Horná Ždaňa · Hronská Dúbrava · Ihráč · Janova Lehota · Jastrabá · Kopernica · Kosorín · Krahule · Kremnica · Kremnické Bane · Kunešov · Ladomerská Vieska · Lehôtka pod Brehmi · Lovča · Lovčica-Trubín · Lúčky · Lutila · Nevoľné · Pitelová · Prestavlky · Prochot · Repište · Sklené Teplice · Slaská · Stará Kremnička · Trnavá Hora · Vyhne · Žiar nad Hronom